# Stevie Riga
Stevie Riga (* 15. September 1989 in Sucy-en-Brie) ist ein französischer ehemaliger Fußballspieler.

## Karriere
Riga wurde nahe der französischen Hauptstadt Paris geboren und begann dort bei einem kleinen Verein das Fußballspielen, ehe er in die Jugendabteilung der US Créteil aufgenommen wurde. 2008 wechselte er zum SCO Angers, wo er zwar im Profikader stand, in der zweiten Liga aber zunächst nicht eingesetzt wurde. Sein Debüt erfolgte am 6. November 2009, als er beim 2:0-Heimsieg gegen den SC Bastia über die volle Zeit für die Mannschaft auflief. Nach zwei weiteren Einsätzen in der Saison 2009/10 wurde er auch in der darauffolgenden Spielzeit sporadisch eingesetzt. Zu Beginn der Saison 2011/12 konnte er zunächst regelmäßigere Einsätze verbuchen, zog sich im November bei einem Spiel der Reservemannschaft jedoch eine schwere Verletzung zu. Nach einer dadurch bedingten langen Pause wurde er nicht weiter für die Profimannschaft berücksichtigt. Im November 2013 beendete er aufgrund seiner Verletzungsprobleme im Alter von 24 Jahren seine Laufbahn beim SCO. Danach blieb er zunächst vereinslos, bis er sich im Sommer 2014 dem Fünftligisten SO Cholet anschloss. Mit diesem erreichte er am Ende der Saison 2014/15 den Aufstieg in die Viertklassigkeit, schloss sich zu diesem Zeitpunkt jedoch dem weiterhin fünftklassigen FC Challans an.